# Sazes da Beira
Sazes da Beira é uma povoação portuguesa sede da Freguesia de Sazes da Beira do Município de Seia, freguesia com 6,39 km² de área e 245 habitantes (censo de 2021), tendo, por isso, uma densidade populacional de 38,3 hab./km².
Pertence à rede de Aldeias de Montanha.

## História
As minas de Sazes já eram exploradas pelos romanos no século V a.C.
A sua fundação deve-se a famílias de pastores vindas de Sandomil e das Corgas à procura de terrenos férteis e com fácil acesso à água. A primeira fixação definitiva deu-se (supõe-se) no século XV, no lugar chamado já desde o século XVIII de "Sazes Velho". Em 1527 tinha a aldeia 65 pessoas. No entanto e continuando à procura de proximidade da água levou à fundação do que é hoje a aldeia de Sazes da Beira propriamente dita. Não se sabe a data da fundação da sua freguesia/paróquia, existindo no entanto registos paroquiais (baptismos, casamentos e óbitos) desde 1612, o que indica que a paróquia deverá ter sido constituída na segunda metade do século XVI. Em 1731 é edificada a sua Igreja Matriz.
Desde a sua fundação, Sazes pertenceu sempre ao concelho de Sandomil até 1855, data em que este foi extinto, juntamente com o Concelho Vizinho de Loriga pelo Decreto de 24 de Outubro de 1855 e ambas as freguesias passaram a pertencer a Seia.  A grande mudança na vida social da aldeia veio com a crescente procura de minério, especialmente de volfrâmio nos princípios do século XX, que culminou na 2ª Guerra Mundial. A população foi aumentando à medida que as minas da freguesia eram exploradas. Com o fim do envio de minério para a Europa em guerra, a economia da freguesia começou a decair. O seu máximo populacional ocorreu nos anos 60, ao atingir mais de 670 habitantes. Tal como no princípio do século XX, a emigração voltou a surgir como alternativa à vida dura do campo e aos terrenos íngremes de difícil cultivo. Porém, desta vez não foram a Argentina nem o Brasil o destino dos que partiam, mas sim a França, a Alemanha e principalmente, o Luxemburgo. As minas seriam definitivamente abandonadas na freguesia pelo Estado Novo.
O ano de 2001 foi fatal para a paisagem da freguesia, com um incêndio de dimensões nunca antes vistas na zona a consumirem a maior parte dos pinheiros e vegetação, chegando não só às suas povoações anexas como também ultrapassando os limites da freguesia e afectando outras terras. Segundo relatos do próprio povo, foi visto um helicóptero a lançar o que seria a faísca que deu inicio à catástrofe. Hoje são visíveis a partir de Sazes aldeias que nunca antes podiam ser vistas a olho nu!
Ao mesmo tempo, era inaugurado o Lar de 3ª idade de Sazes da Beira (como resultado do envelhecimento da população) que serve várias outras freguesias pelo então ministro do Trabalho e Solidariedade, Ferro Rodrigues. O futuro desta bela aldeia serrana passa hoje, sem dúvida, pelo turismo nas suas várias vertentes, dada a sua proximidade à Torre da Serra da Estrela e às paisagens naturais da freguesia.

## Demografia
A população registada nos censos foi:
| Distribuição da População por Grupos Etários | Distribuição da População por Grupos Etários | Distribuição da População por Grupos Etários | Distribuição da População por Grupos Etários | Distribuição da População por Grupos Etários |
| -------------------------------------------- | -------------------------------------------- | -------------------------------------------- | -------------------------------------------- | -------------------------------------------- |
| Ano                                          | 0-14 Anos                                    | 15-24 Anos                                   | 25-64 Anos                                   | > 65 Anos                                    |
| 2001                                         | 34                                           | 34                                           | 157                                          | 116                                          |
| 2011                                         | 17                                           | 16                                           | 119                                          | 131                                          |
| 2021                                         | 7                                            | 13                                           | 85                                           | 140                                          |

## Heráldica
Brasão: escudo de azul, um pinheiro arrancado de prata, com pinhas de ouro, entre duas lanternas de mineiro de prata, acesas e realçadas de vermelho; em chefe, estrela de ouro. Coroa mural de prata de três torres. Listel branco, com a legenda a negro: «SAZES da BEIRA».
Bandeira: amarela. Cordão e borlas de ouro e azul. Haste e lança de ouro.
Selo: nos termos da Lei, com a legenda: «Junta de Freguesia de Sazes da Beira - Seia».

## Geografia
A freguesia inclui as antigas quintas desabitadas da Ribeirinha e da Ribeira, Sazes Velho e Sazes (sede da freguesia).
Toda a freguesia está dentro do Parque Natural da Serra da Estrela.
Correm dois ribeiros no seu território, o Ribeiro de Sazes e o Ribeiro de Sazes Velho, ambos afluentes do rio Alva.

## Património
- Igreja Matriz de Nossa Senhora do Rosário (1731)
- Capela de Santa Eufémia (século XIX)
- Capela da Senhora do Monte Alto (1906)
- Couto Mineiro do Malha Pão (século XIX)
- Moinhos de Água (século XIX)
- As suas casas tradicionais feitas de xisto e com telhados de lousa

## Festas
- Festa de Nossa Senhora do Monte Alto - penúltimo domingo de agosto;
- Festa de Santa Eufémia - Último domingo de agosto;
- Festa de Nossa Senhora do Rosário - primeiro domingo de outubro